# Zamek biskupi w Siewierzu
Zamek w Siewierzu – ruiny zamku biskupów krakowskich znajdującego się w Siewierzu.

## Historia

### Faza średniowieczna
Po nadaniu praw miejskich Siewierzowi (ok. 1276 r.), nowo lokowane miasto założono 2 km na północ od dawnego grodu. Prawdopodobnie wówczas w zakolu rzeki Czarnej Przemszy pośród jej rozlewisk i bagien, które stanowiły naturalny czynnik obronny, wzniesiono nową drewniano–ziemną siedzibę kasztelanów. Usytuowana była ona na sztucznej wyspie usypanej z ziemi i wzmocnionej drewnianymi palami.
Początki murowanego zamku nie zostały do tej pory jednoznacznie ustalone. W stosunkowo nielicznej literaturze popularnonaukowej błędnie datuje się jego powstanie na XV w. Prowadzone od 2001 r. badania historyczne (mgr Artur Rok) wykazały istnienie murowanego zamku na początku 2 poł. XIV w. Przypuszcza się, że pierwsza murowana faza gotyckiego zamku powstała już za panowania książąt bytomskich w 1 połowie XIV w. Nie można również wykluczyć przeciągnięcia się prac budowlanych na wczesne lata panowania książąt cieszyńskich. Dalsze badania historyczne oraz archeologiczne powinny ostatecznie wyjaśnić kwestię początków tej warowni.
Pierwszym elementem murowanym był cylindryczny stołp o średnicy 9 metrów zbudowany pod koniec XIII w. przez księcia opolskiego Władysława lub jego syna Mieszka cieszyńskiego. W latach 1337–1358 książę cieszyński Kazimierz I w miejsce wału polecił zbudować mur obwodowy i wznieść od wschodu murowaną kamienicę. Brama znajdowała się wówczas w południowej części murów, czyli po przeciwnej stronie do obecnej.
W 1443 r. księstwo siewierskie wraz z zamkiem i miastem wykupił od zadłużonego księcia Wacława I cieszyńskiego, biskup krakowski Zbigniew Oleśnicki. Po kilkuletnim sporze z innymi książętami śląskimi, biskupi krakowscy na mocy dokumentu księcia cieszyńskiego Wacława I, przyjęli świecki tytuł książąt siewierskich, a Księstwo Siewierskie stało się prawie niezależnym organizmem politycznym z własnym wojskiem, sejmem, monetą, surowym sądem, szlachtą. Zamek zaczął pełnić rolę administracyjnej i politycznej siedziby Księstwa Siewierskiego.
W latach 1471–1488 biskup Jan Rzeszowski polecił zbudować nową bramę od strony przeciwległej (północnej). Przy dawnej nieczynnej bramie południowej wzniesiono od wschodu nowy budynek.

### Faza renesansowa
W XVI w. biskupi rozbudowywali zamek nadając mu wystrój renesansowy. W 1518 roku biskup Jan Konarski wzniósł wieżę nad nową bramą. Z jego inicjatywy powstał też nowy budynek w północno-wschodniej części zamku.
Biskup Piotr Tomicki około 1524-1530 r. kazał rozebrać gotycki stołp, a materiał z niego posłużył do budowy nowych mieszkalnych skrzydeł zamku w części zachodniej i reprezentacyjnego budynku południowego. Nadało to kompleksowi charakter renesansowej rezydencji z dziedzińcem otoczonym drewnianymi gankami. Kolejne prace polegające na przedłużeniu i nadbudowie budynku zachodniego prowadził biskup Andrzej Zebrzydowski lub biskup Filip Padniewski.
W 1575 r. książę – biskup Franciszek Krasiński umocnił zamek, przystosowując go do wykorzystywania broni palnej. Dodany został dodatkowy mur zewnętrzny, zaś przestrzeń między nim a bryłą zamku wypełniono ziemią. Stworzyło to taras artyleryjski, który otrzymał w wyposażeniu w 10 dział. Brama została umocniona ciekawym barbakanem. Mury oblewała fosa i wody Czarnej Przemszy. W czasie potopu szwedzkiego księstwo siewierskie nominalnie pozostawało neutralne, jednak na zamku przebywały oddziały hetmana Stefana Czarnieckiego, co skłoniło Szwedów do jego zajęcia.

### Faza barokowa

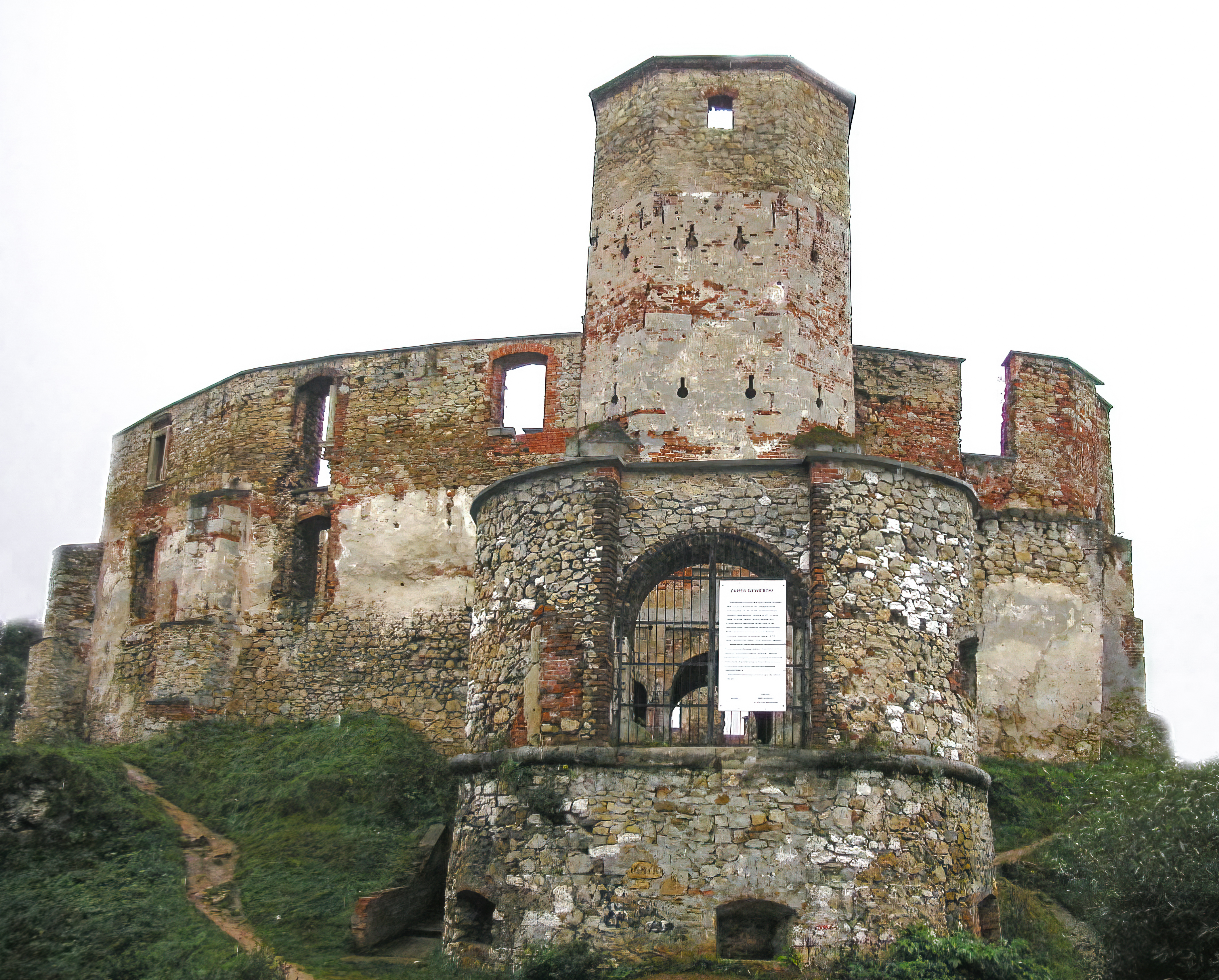
Ruiny zamku przed rewitalizacją, widok od strony bramy głównej, 2005 r.

Kolejnej przebudowy dokonano w latach 1681-1699 z inicjatywy biskupa: Jana Małachowskiego poprzez przebudowę skrzydła wschodniego i budowy w nim kaplicy, a także budowy arkadowej loggi i kuchni od północy. Prace te dokończył Konstanty Felicjan Szaniawski. W czasie tej przebudowy basztę przy bramie podwyższono i zwieńczono barokowym hełmem z cebulą i latarnią. Po pożarze w połowie XVIII w. biskup Kajetan Ignacy Sołtyk wyremontował wieżę. Forma ogólna nadana wówczas kompleksowi zachowana została w ruinie do dzisiaj.
W 1790 r. Sejm Wielki zlikwidował księstwo siewierskie wcielając je do Rzeczypospolitej. Opuszczony w 1790 r. przez księcia biskupa Feliksa Pawła Turskiego zamek od tamtej pory popada w ruinę. Jeszcze w czasie wojen napoleońskich był wykorzystywany militarnie. Jednak od 1807 r. przez cały XIX wiek pozostał niezamieszkany.

### Prace zabezpieczające
W latach 50. i 70. XX w. rozpoczęto prowadzone z przerwami prace mające na celu zabezpieczenie budowli. Wznowiono je w 1999 r. zmierzając do zachowywana zamku w stanie tzw. trwałej ruiny. Z historycznych elementów zachowały się w pełni – wsparte trójskokowymi przyporami – zewnętrzne mury skrzydeł mieszkalnych (z wyjątkiem ściany południowej), dwa pełne fragmenty ścian skrzydeł mieszkalnych od strony dziedzińca, baszta nad bramą główną, barbakan, fragmenty oryginalnej kamieniarki (kolumny, futryny okien) oraz XVI-wiecznych murów obronnych. Jedynym do tej pory zrekonstruowanym (w latach 70.) większym elementem zamku jest fragment przyziemia skrzydła wschodniego (od strony dziedzińca).

## Galeria

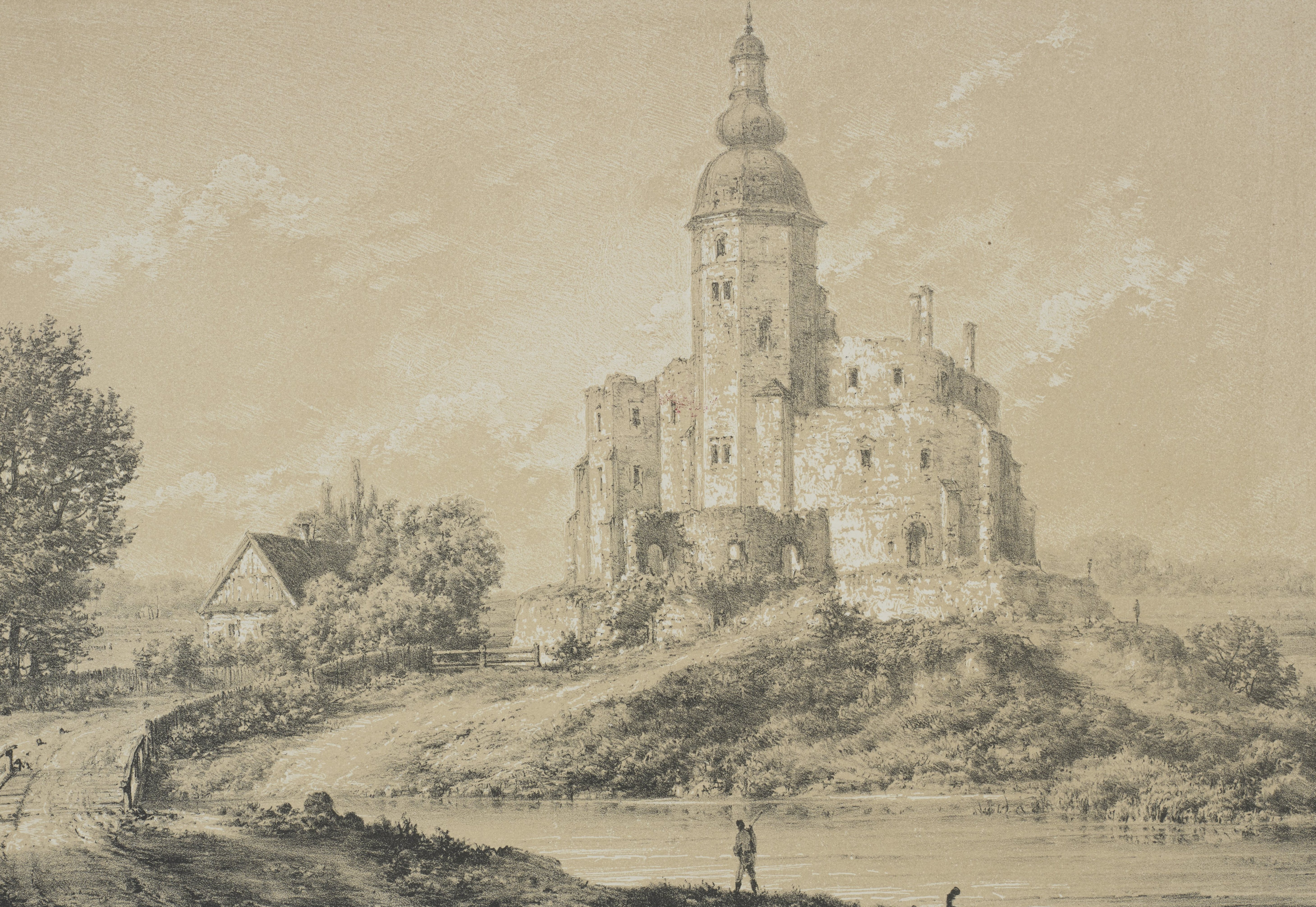
Ruiny zamku na grafice z około 1881–1882
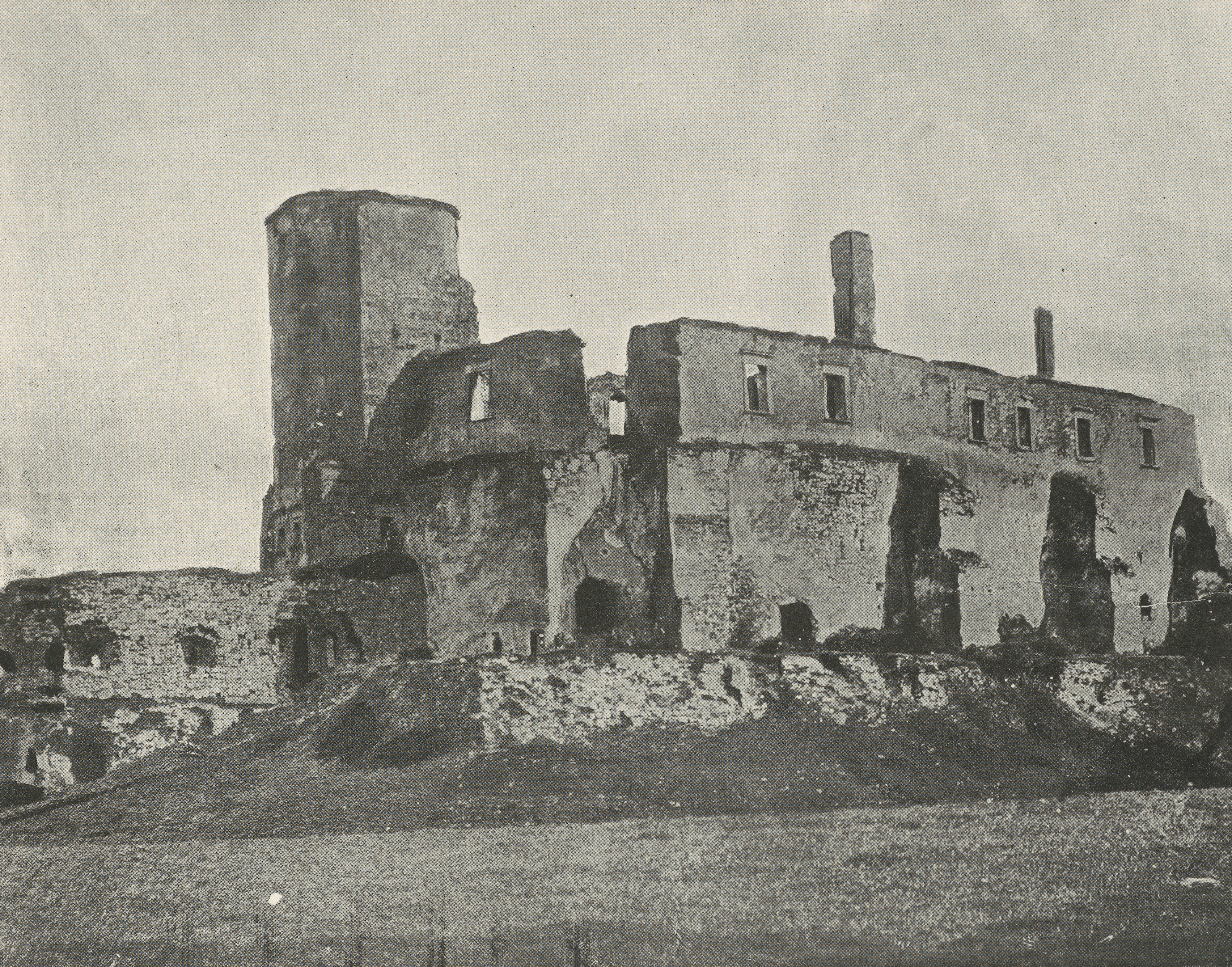
Widok przed 1899
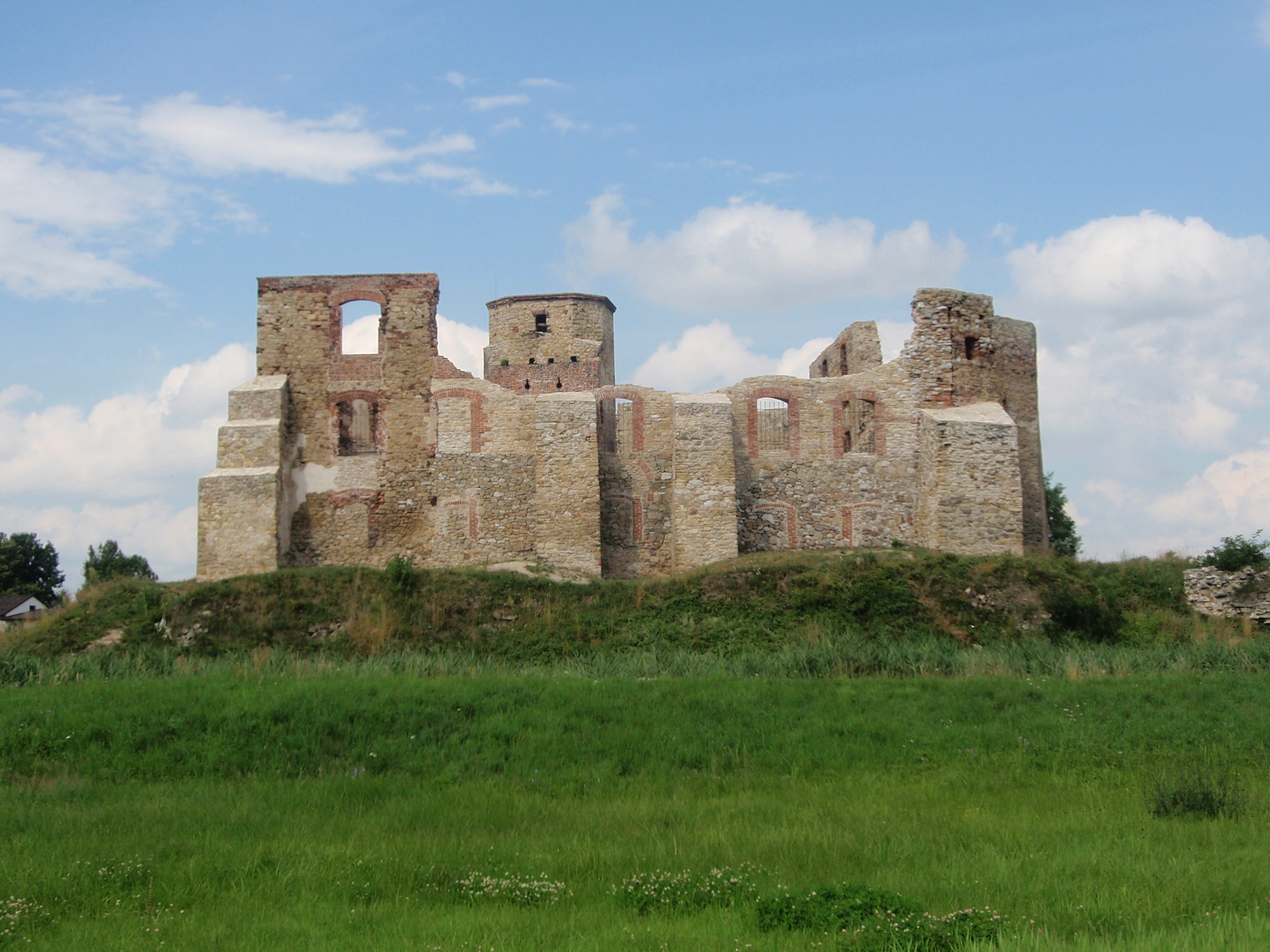
Widok na południową część murów
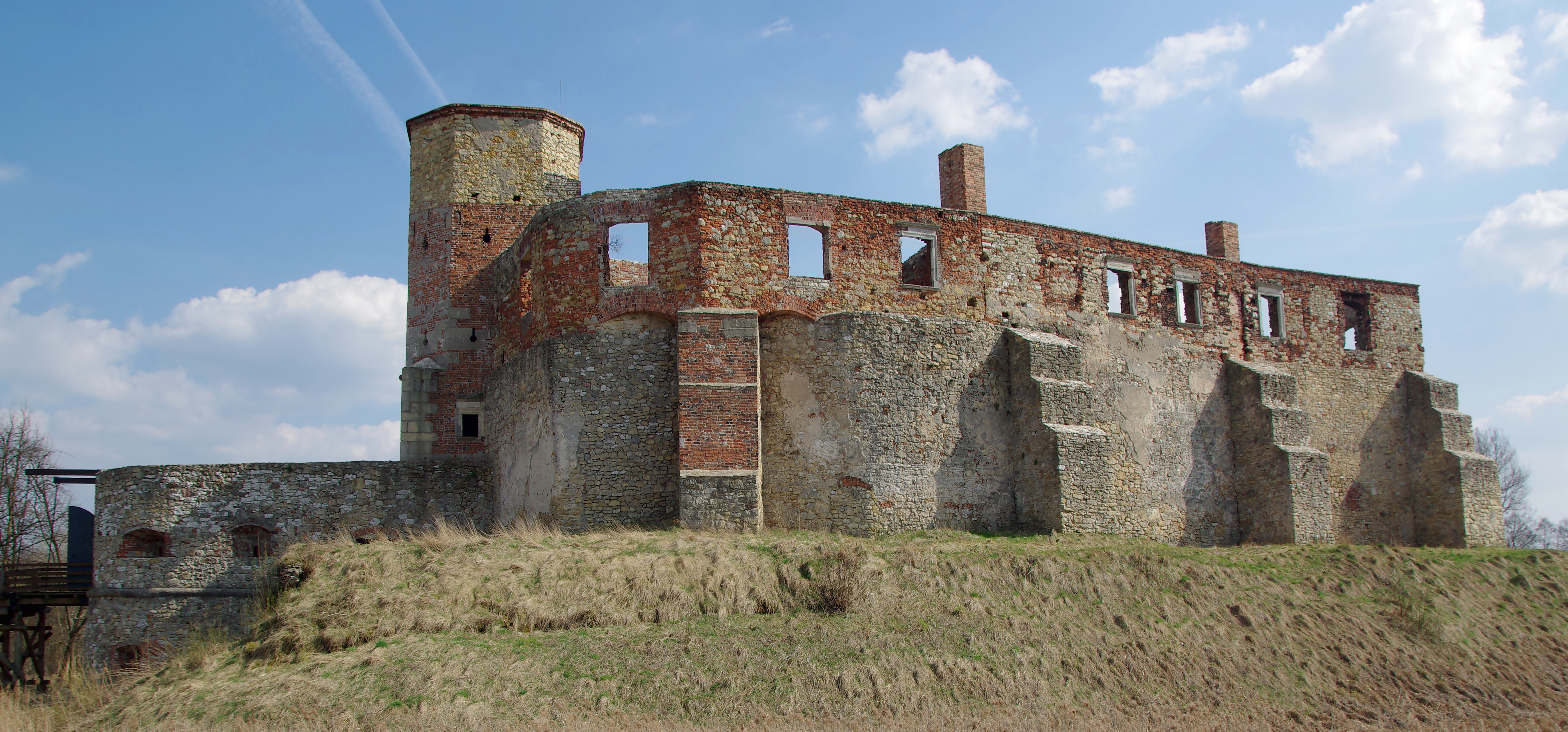
Ściana zachodnia zamku
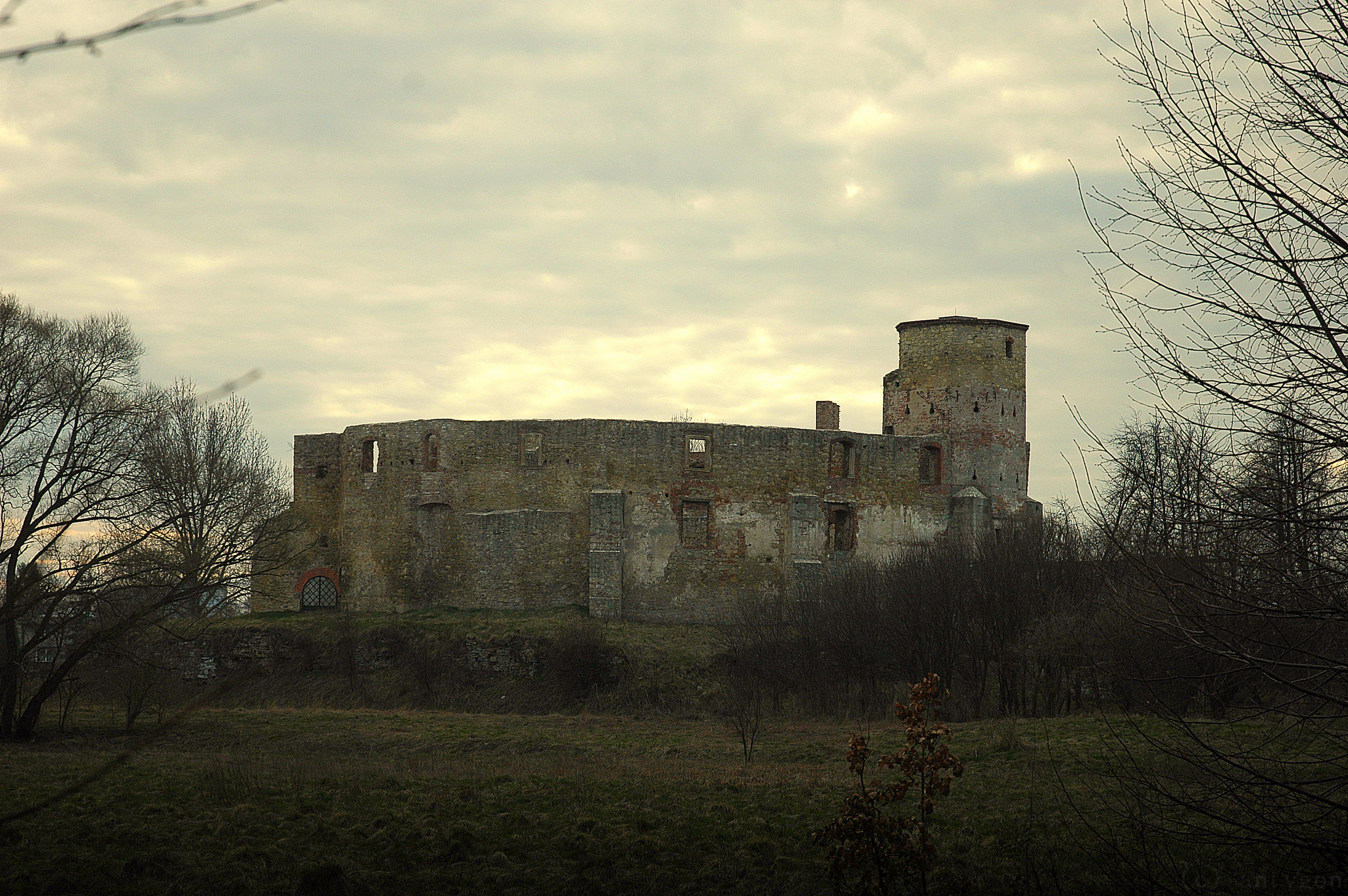
Ściana wschodnia zamku
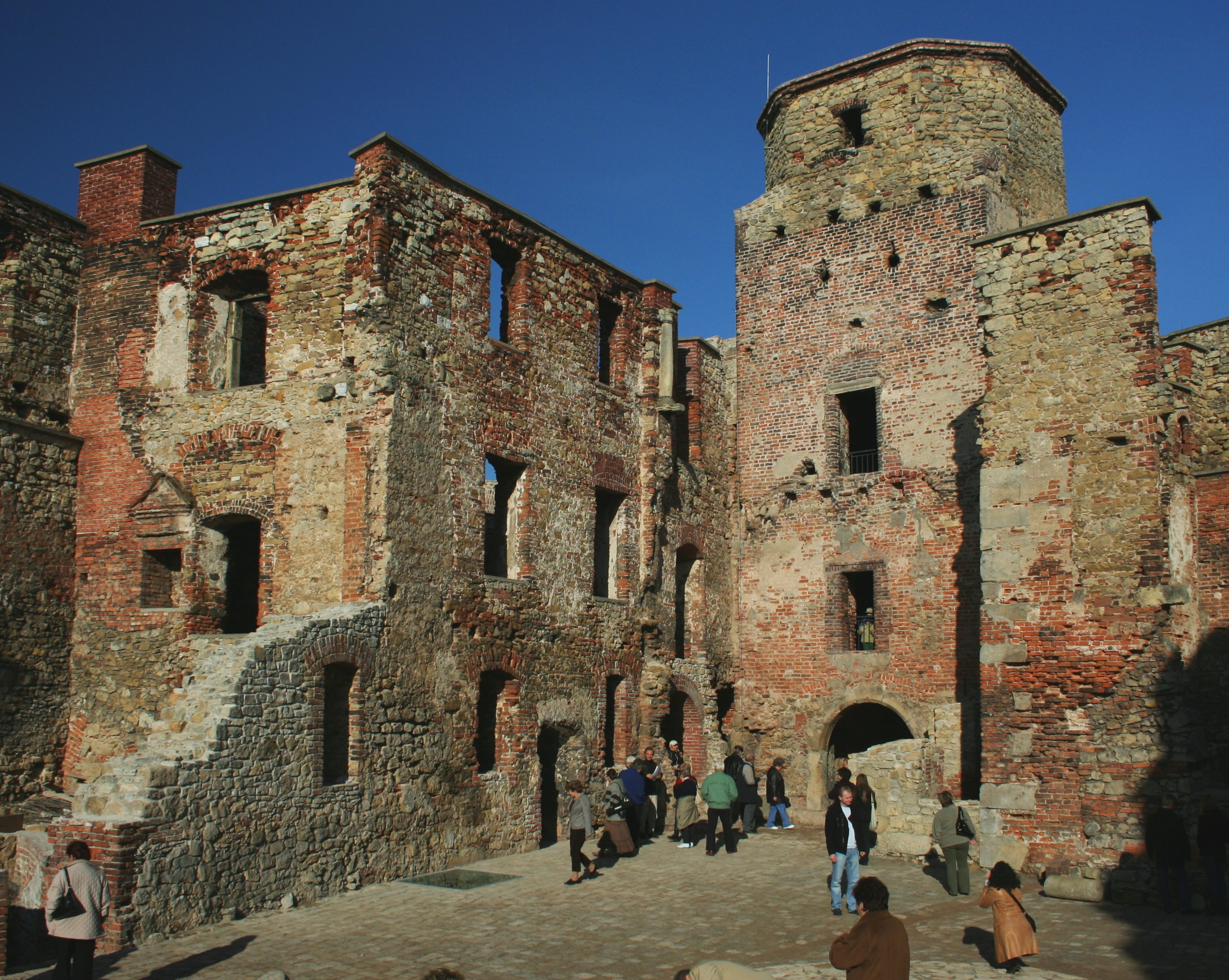
Dziedziniec zamku
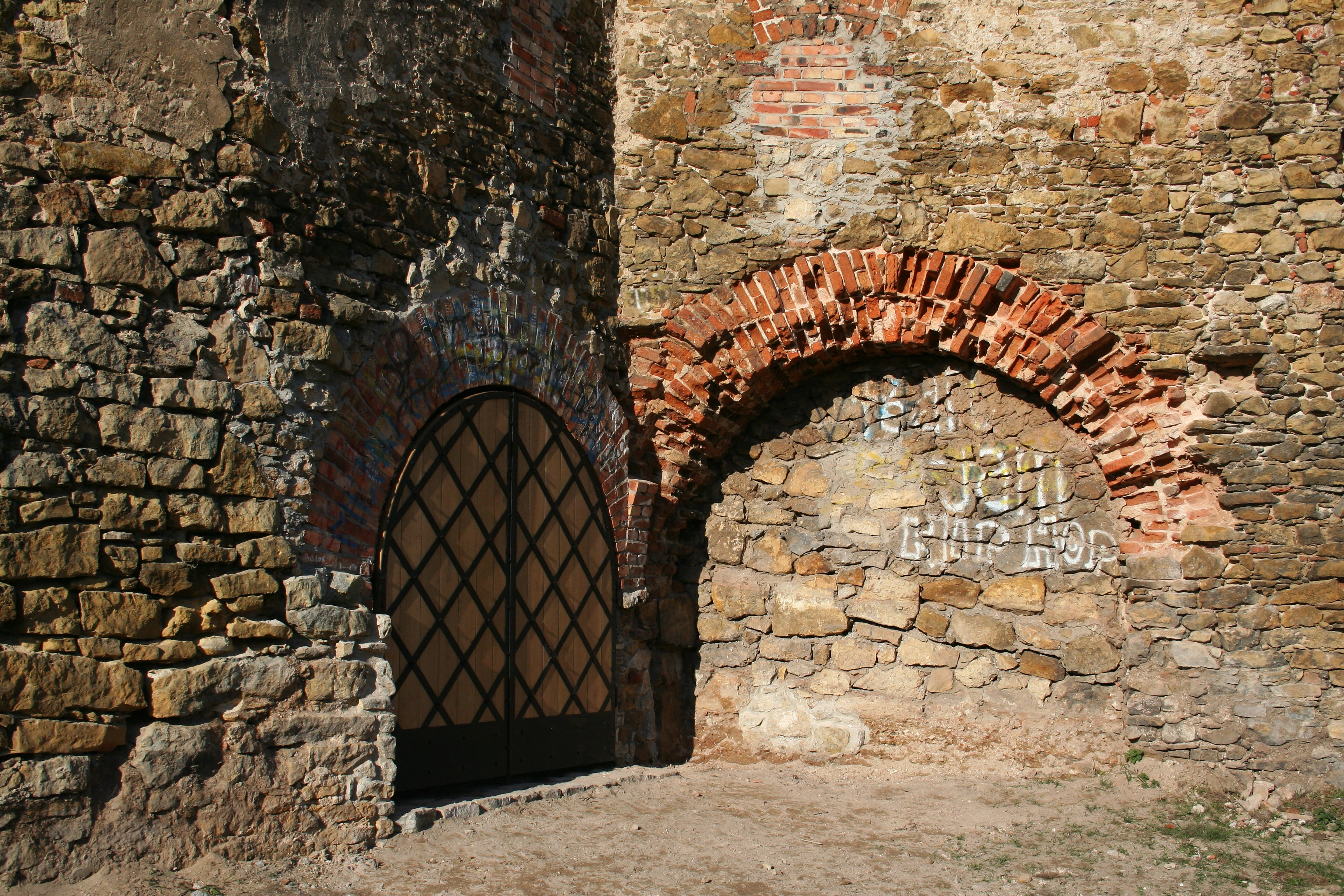
Arkady narożnika latrynowego od strony południowo-wschodniej
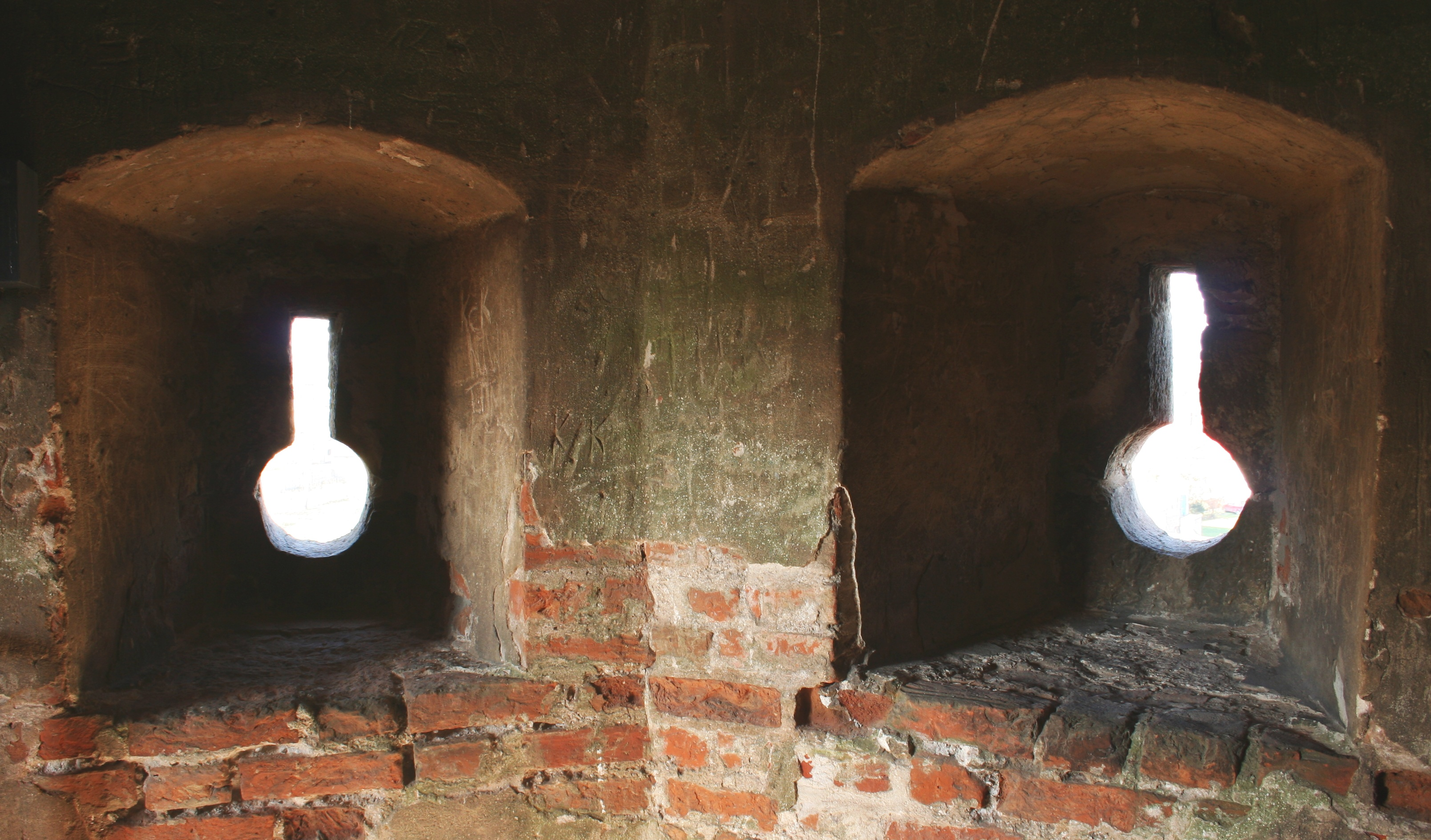
Strzelnice kluczowe w baszcie
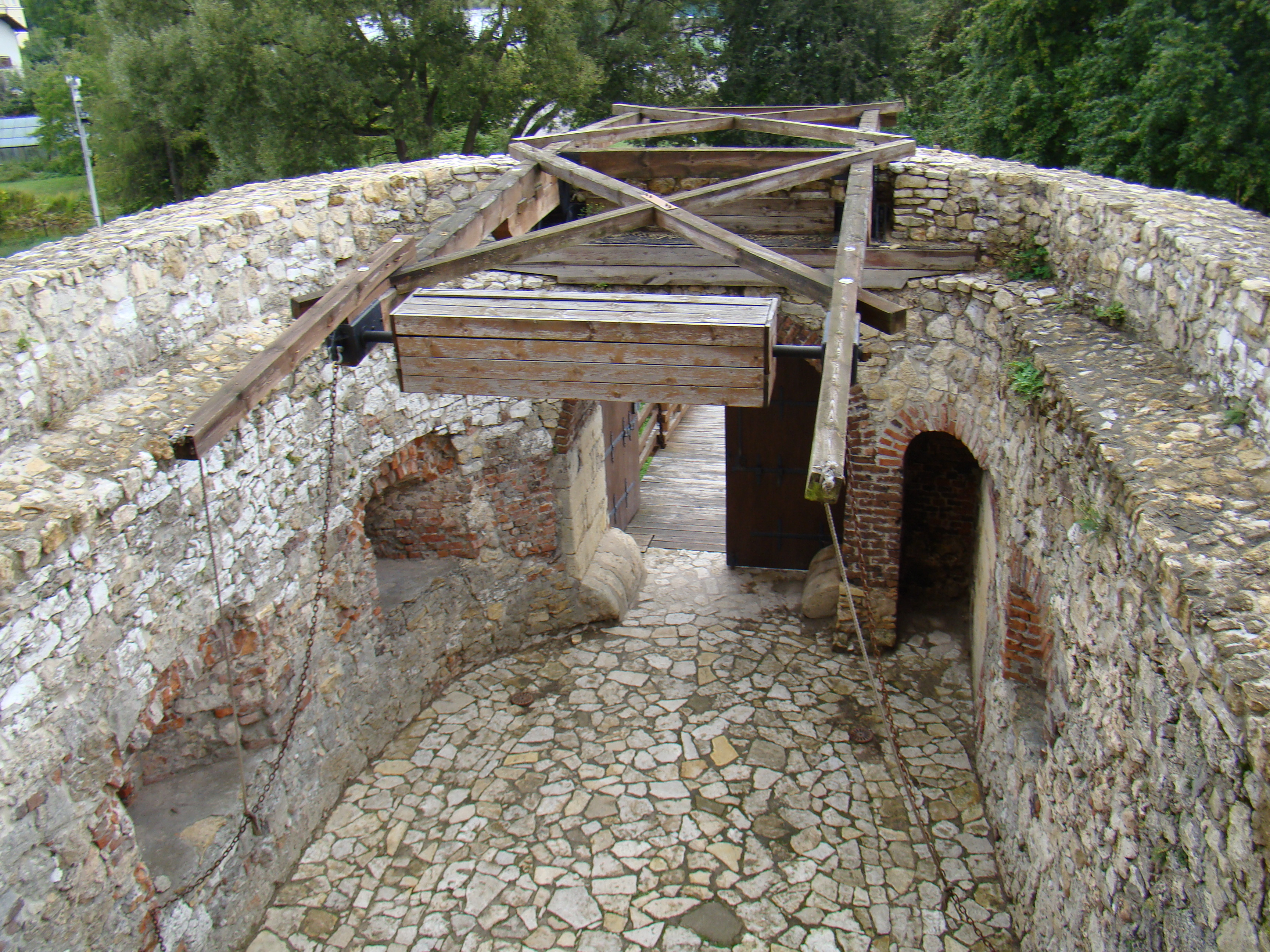
Brama zamkowa
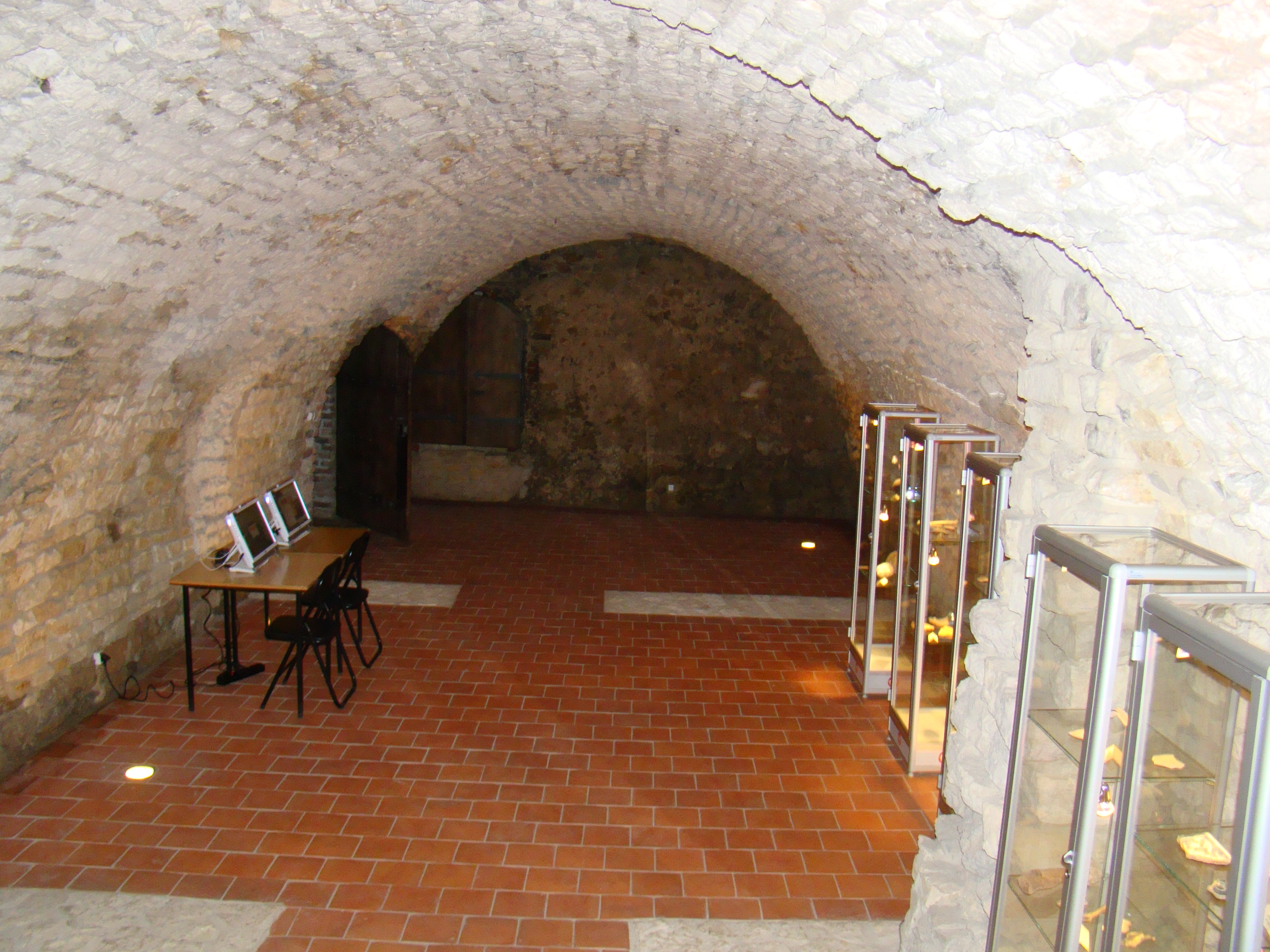
Jedna z piwnic zamkowych
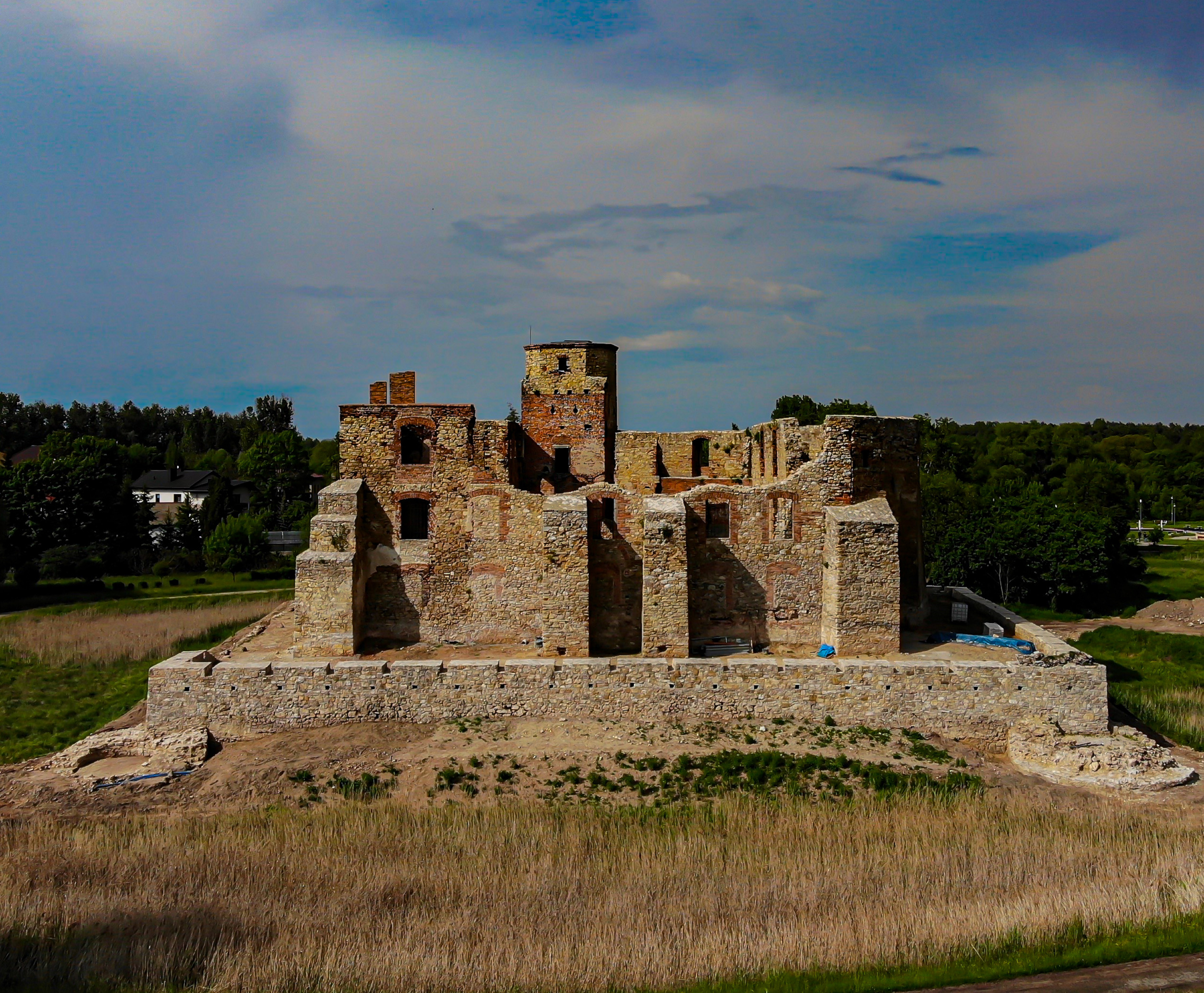
Zamek w 2020
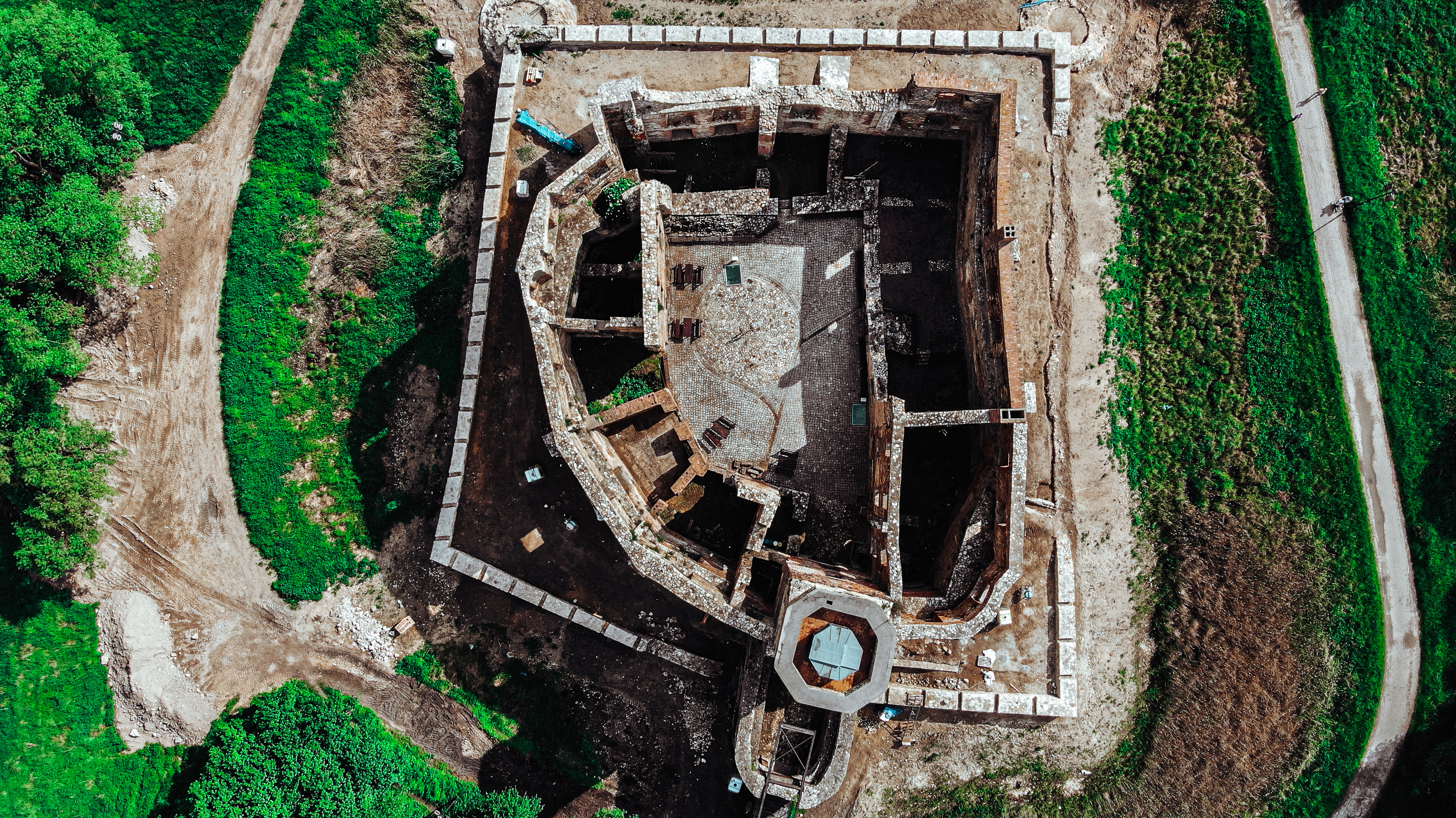
Zamek w 2020 – widok z góry
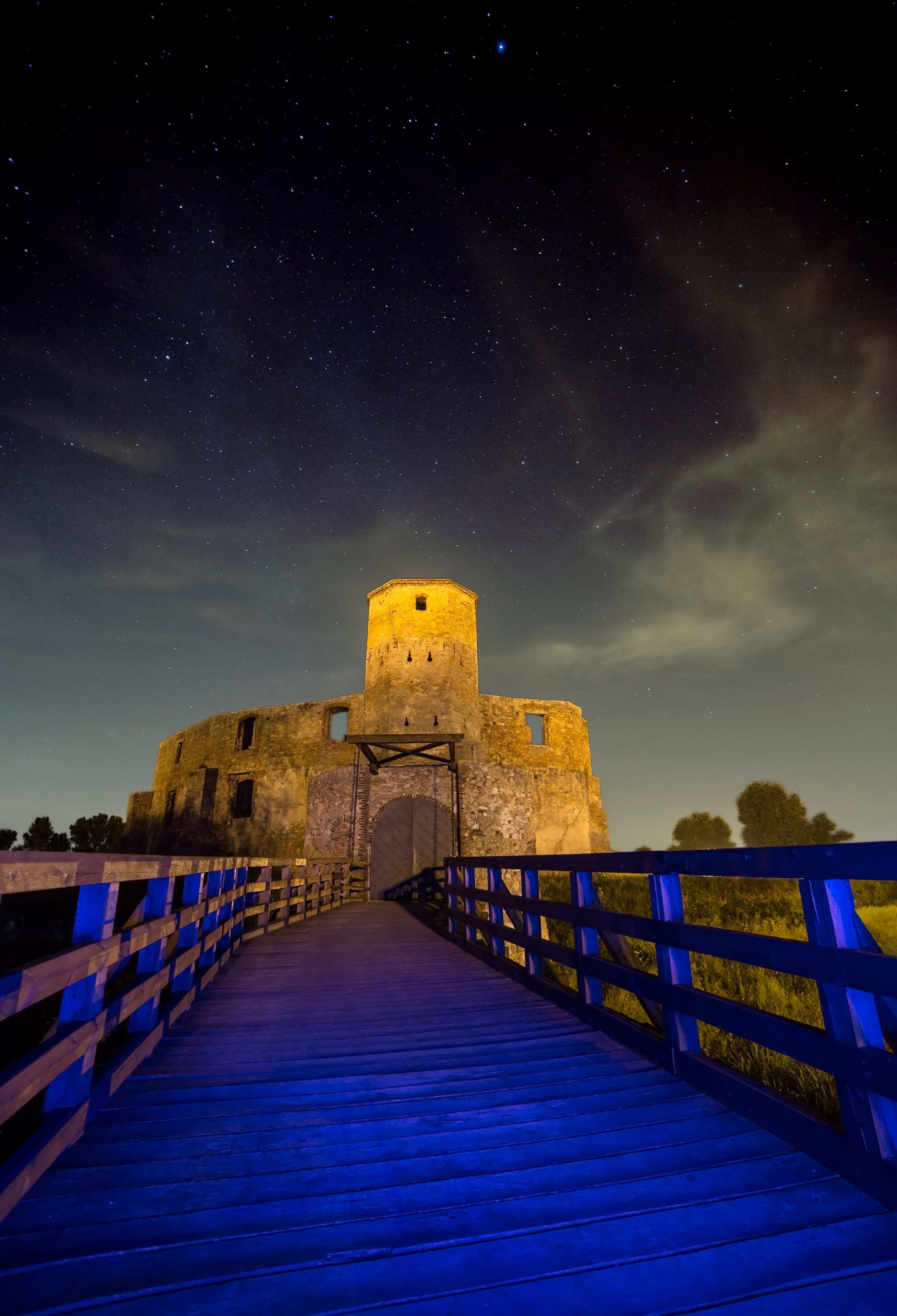
Zamek w Siewierzu nocą
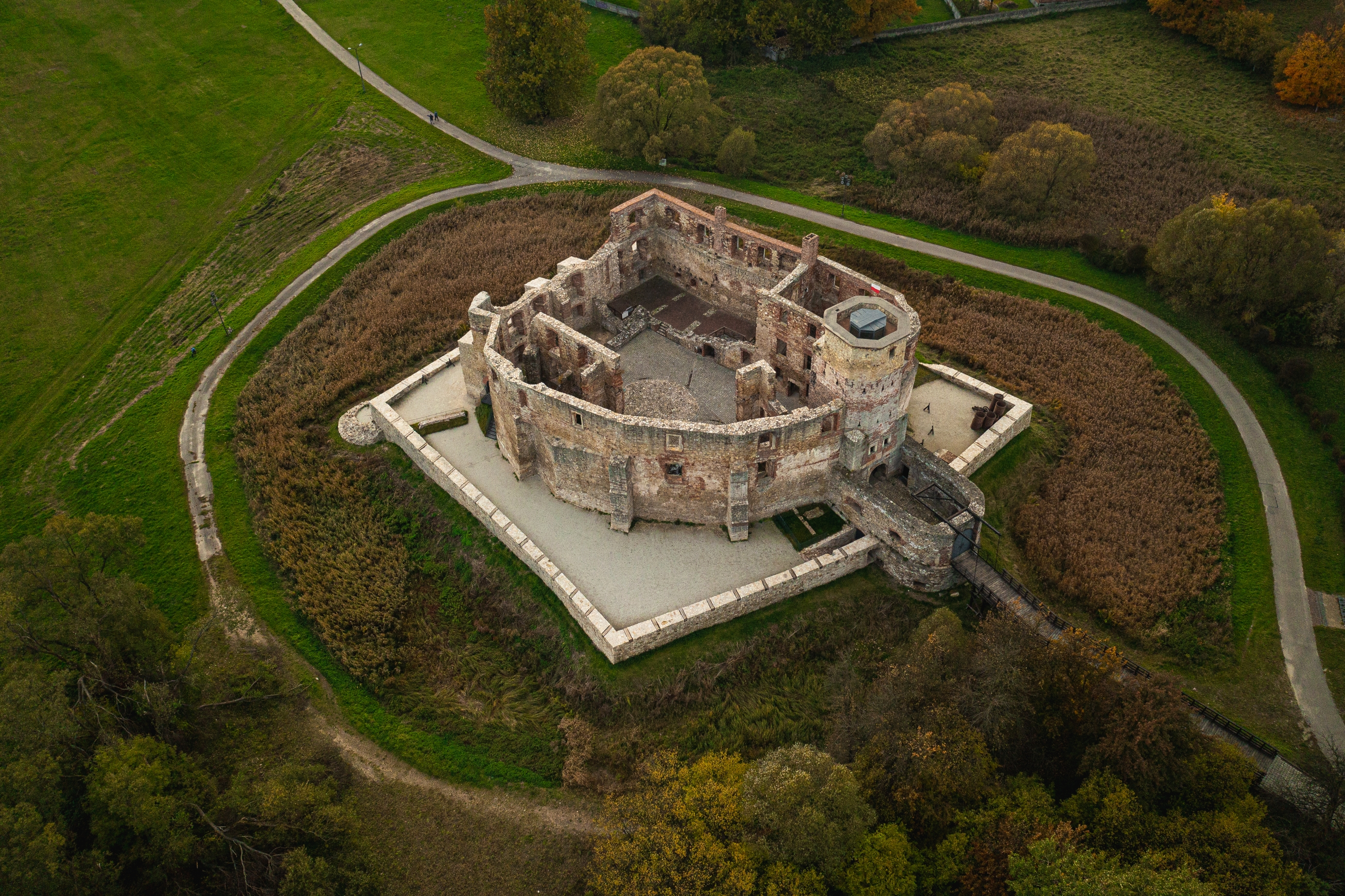

## Literatura
1. Bronisław Chlebowski, Siewierz [w:] Słownik geograficzny Królestwa Polskiego i innych krajów słowiańskich, red. B. Chlebowski, F. Sulimierski, W. Walewski, t. X, Warszawa 1877, s. 602-603.
2. Bohdan Guerquin, Zamki w Polsce, Warszawa 1984.
3. Kajzer Leszek, Kołodziejski Stanisław, Salm Jan, Leksykon zamków w Polsce, Warszawa 2010.
4. Katalog zabytków sztuki w Polsce, red. J. Łoziński, t. VI, Województwo katowickie, red. I. Rejduch-Samkowa, J. Samek, z. 15, Powiat zawierciański, opr. K. Dżułyńska, A.M. Olszewski, Warszawa 1962.
5. Artur Rok: Siewierz. Dzieje Zamku, wyd. Fundacja „Zamek Siewierski” im. Księstwa Siewierskiego, Siewierz 2003.
6. Artur Rok: Zamek w Siewierzu wczoraj i dzisiaj, wyd. Miejsko – Gminny Ośrodek Kultury w Siewierzu, Siewierz 2006.
7. Artur Ginter, Janusz Pietrzak, Artur Rok: Badania archeologiczne na zamku w Siewierzu. Województwo Śląskie [w:] Badania archeologiczne na Górnym Śląsku i ziemiach pogranicznych w latach 2007 – 2008, wyd. Śląskie Centrum Dziedzictwa Kulturowego w Katowicach, Katowice 2010, s. 163 – 177.
8. Artur Rok: Zamek w Siewierzu. Założenia konserwatorskie i rewaloryzacja zabytkowej ruiny [w:] 2 Wiadomości Konserwatorskie Województwa Śląskiego. Zamki – Pałace, wyd. Śląski Wojewódzki Konserwator Zabytków w Katowicach, Śląskie Centrum Dziedzictwa Kulturowego w Katowicach, Katowice 2010, s. 43 – 58.
9. Artur Rok: Dzieje zamku w Siewierzu. Krótki zarys historii i architektury, wyd. Fundacja „Zamek Siewierski” im. Księstwa Siewierskiego, Siewierz 2011.
10. Dariusz Rozmus, Jerzy Roś, Sprawozdanie z ratowniczych badań wykopaliskowych na stanowisku nr 22 w Siewierzu, województwo śląskie [w:] Badania archeologiczne na Górnym Śląsku i ziemiach pogranicznych w latach 2007 – 2008, red. E. Tomczak, Katowice 2010, s. 253.